# Sun Mengya
Sun Mengya (en chino: 孙梦雅; Zaozhuang, 3 de mayo de 2001) es una deportista china que compite en piragüismo en la modalidad de aguas tranquilas.
Participó en dos Juegos Olímpicos de Verano, obteniendo dos medallas de oro, en Tokio 2020 y París 2024, en la prueba de C2 500 m.
Ganó tres medallas de oro en el Campeonato Mundial de Piragüismo entre los años 2019 y 2023.

## Palmarés internacional
| Juegos Olímpicos   | Juegos Olímpicos     | Juegos Olímpicos | Juegos Olímpicos |
| Año                | Lugar                | Medalla          | Competición      |
| ------------------ | -------------------- | ---------------- | ---------------- |
| 2020               | Tokio (Japón)        | Medalla de oro   | C2 500 m         |
| 2024               | París (Francia)      | Medalla de oro   | C2 500 m         |
| Campeonato Mundial |                      |                  |                  |
| Año                | Lugar                | Medalla          | Competición      |
| 2019               | Szeged (Hungría)     | Medalla de oro   | C2 500 m         |
| 2022               | Halifax (Canadá)     | Medalla de oro   | C2 500 m         |
| 2023               | Duisburgo (Alemania) | Medalla de oro   | C2 500 m         |